# National Hockey League 2004/2005

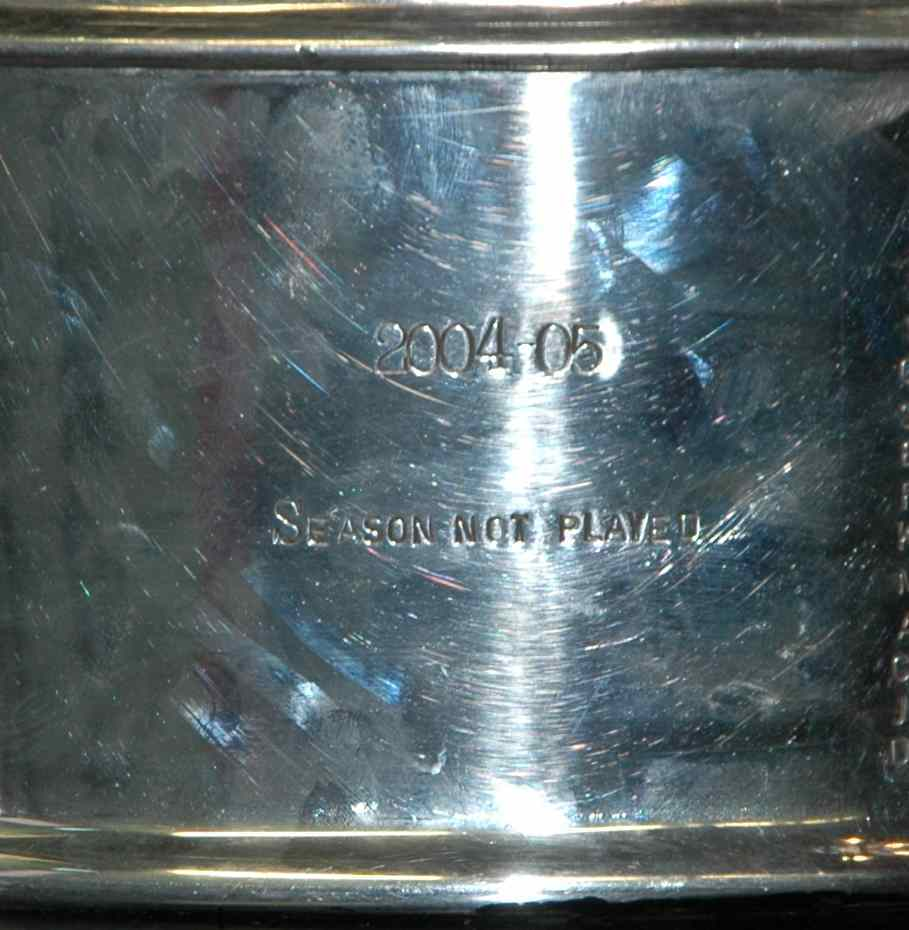
Stanley Cup
2004-05
Säsongen inställd

National Hockey League 2004/2005 ställdes in på grund av en spelarkonflikt och lockout av alla spelarna. Det definitiva beslutet att ställa in säsongen kom den 16 februari 2005. Detta innebar att 2005 års världsmästerskap blev öppen för alla skadefria NHL-spelare.
Säsongen därpå spelades som vanligt, dock utan en All-Stars match (den ställdes in på grund av OS i Turin 2006).
Den här säsongen var den första säsongen sedan 1918/1919 som inget lag vann Stanley Cup. 1919 kunde inte den sista och avgörande matchen spelas på grund av spanska sjukan.